# Устинка (Белгородский район)
Устинка (ранее Устянка) — село в Белгородском районе Белгородской области России. Входит в состав Яснозоренского сельского поселения.

## География
Село расположено недалеко от районного центра — Майского.

## Население
| 2002 | 2010 |
| ---- | ---- |
| 266  | ↗270 |